# Álvaro Carrillo (obispo de Palencia)
Álvaro Carrillo (? - Palencia, 1306) fue un importante eclesiástico castellano, obispo de Palencia entre 1297 y 1306. Fue hijo de Garci Gómez Carrillo, "el de los Garfios", y de Urraca Alfonso, hija del infante leonés Alfonso de Molina.
| Predecesor: Munio de Zamora | Obispo de Palencia 1297 - 1306 | Sucesor: Pedro |